# سینمای سومالی

نگهبانان برنز ۱۹۳۷ اولین فیلم بلند غیر بومی تاریخ سینمای سومالی

سینمای سومالی به صنعت فیلم‌سازی در سومالی اشاره دارد. با این همه بررسی سینمای این سرزمین بدون در نظر گرفتن شرایط استعمار تا سال ۱۹۶۰ و درگیری‌های حال حاضر در این کشور امکان‌پذیر نیست. سومالی پیش از این در مناطق شمالی موسوم به سومالی‌لند مستعمره ایتالیا و در مناطق جنوبی مستعمره انگستان بود. پس از استقلال هرج و مرج و بلوا و کودتاهای فراوان باعث شده که هم‌اکنون دولت مرکزی در سومالی و در پایتخت آن موگادیشو به معنای واقعی وجود نداشته باشد. این ناآرامی‌ها در همه امور اجتماعی و فرهنگی به مردم این کشور صدمه‌زده و سینمای سومالی نیز از آن بی‌نصیب نیست.
حضور ایتالیا در سومالی در دهه ۳۰ باعث ورود سینما به این کشور شده بود. برای ۲ دهه فیلم‌های خبری و مستند به زبان ایتالیایی در این کشور نمایش داده می‌شدند. در دهه‌های ۱۹۳۰ و ۱۹۴۰، بازیگران و تکنسین‌های اهل سومالی با همکاری اکیپ ایتالیایی برای تولید داخلی فیلم‌های فاشیستی همکاری می‌کردند. با این همه مهمترین اتفاق تولید فیلم نگهبانان برنز در سال ۱۹۳۷ با حضور عوامل بازیگری تمام بومی در سومالی است. نگهبانان برنز حتی به جشنواره ونیز نیز راه یافت.

## پس از استقلال تا سومالی‌وود
در اواخر دهه ۱۹۵۰ همکاری‌هایی بین استودیو چینه‌چیتا رم و اولین کارگردانان بدنه سینمایی سومالی بوجود آمد. مدتی بعد در سال ۱۹۶۳ فیلم شهر و حومه آن ساخته حاجی کاگاکومبه، به عنوان اولین فیلم بلند سینمایی این کشور که محصول مشترک چینه‌چیتا و سومالی بود ساخته شد.
پس از استقلال، دهه ۶۰ شاهد شوق و شور فراوان جوانان تحصیلکرده برای ورود به صنعت سینما بود. در سال ۱۹۷۵ به دنبال ایجاد نهاد نظارتی آژانس فیلم سومالی (SFA) این روند شتاب بیشتری پیدا کرد و چندین فیلم محلی ساخته شد.
در دهه ۷۰ نسل بومی جدیدی از کارگردانان فیلم، فیلم‌برداران و دیگر عوامل فنی ظهور کردند که بیشتر آنها در مصر، ایتالیا، اتحاد جماهیر شوروی، آلمان غربی، آلمان شرقی، هند و انگلستان آموزش دیده بودند. از جمله فیلمسازان اخیر عبدی علی گیدی، حسن محمد عثمان، ابراهیم عواد، ابراهیم کونشور، فؤاد عبدالعزیز، کومار کبدلا، محمد فیقی و مکسیادیین قلیف قابل اشاره هستند. این نسل جدید تا سال ۱۹۸۲ بیش از ۳۰ فیلم بلند و کوتاه در بدنه سینمایی سومالی تولید کرد که در ۱۲۰ سالن سینمای این کشور به نمایش درآمدند.
سومالی‌وود در حال حاضر نامی غیررسمی برای صنعت فیلم در سومالی است. سومالی وود پیرو بالیوود است. عبدالسلام عاتو فیلمساز سومالیایی به نوعی پایه‌گذار سومالی وود شناخته می‌شود. هدف او و کارگردانان جوان نزدیک به او ساخت و اکران آثار کم‌خرج با قصه‌های عوام‌پسند است.

## نبرد موگادیشو
نبرد موگادیشو که در بین آمریکایی‌ها به سقوط شاهین سیاه و در بین سومالیایی‌ها به روز رنجرها معروف است، به عملیات نیروهای آمریکا با پشتیبانی نیروهای سازمان ملل علیه شبه نظامیان سومالیایی به فرماندهی محمد فرح عیدید در روزهای ۳ و ۴ اکتبر ۱۹۹۳ گفته می‌شود.
سقوط شاهین سیاه فیلمی ۱۴۴ دقیقه‌ای به کارگردانی ریدلی اسکات با بازی جاش هارتنت محصول سال (۲۰۰۱) کشور ایالات متحده آمریکا است. این فیلم داستان واقعی نبرد موگادیشو را به تصویر می‌کشد.

## فرزند چهارم
فرزند چهارم عنوان فیلم درام به نویسندگی و کارگردانی وحید موسائیان محصول سال ۱۳۹۱ می‌باشد. بیشتر صحنه‌های این فیلم که به سفارش بنیاد سینمایی فارابی ساخته شده بود، در مرز سومالی و کنیا فیلمبرداری شده بود که منطقه‌ای فاقد دولت مرکزی بوده و امنیت گروه فیلمبرداری را گروه‌های مسلح شبه‌نظامی بر عهده داشتند. این فیلم در سی و یکمین جشنواره فیلم فجر حاضر بود.

## دولت دراویش
یکی از معدود فیلم‌های بلند که با تمام عوامل بومی در سومالی ساخته شد، دراویش سومالی نام دارد. تولید این فیلم ۲ سال طول کشید و بین سال‌های ۱۹۸۳ تا ۱۹۸۵ سعید صلاح و عمار سنه کارگردانان فیلم مشغول تهیه آن بودند.
این فیلم حماسی و تاریخی که ۴ ساعت و ۴۰ دقیقه زمان دارد و با بودجه ۱٫۸ میلیون دلاری ساخته شده به زندگی محمد عبدالله حسن رهبر جنبش انقلابی دراویش سومالی می‌پردازد. زبان این فیلم زبان سومالی، عربی، ایتالیایی، انگلیسی و ۳ گویش منطقه‌ای است.
دولت دراویش، یک پادشاهی در اوایل سده بیستم میلادی بود که توسط یک رهبر دینی به نام محمد عبدالله حسن تشکیل شد. وی نیروهای سومالیایی را از سراسر شاخ آفریقا گرد هم آورد و آن‌ها را به گروهی از وفاداران به نام دراویش تبدیل و باعث اتحاد آن‌ها شد. دولت درویشان به خاطر مقاومتی که علیه بریتانیا و ایتالیا از خود نشان داد شهرت یافت.

## فیلم‌هایی که تمام یا بخشی از آن در سومالی فیلم‌برداری شدند

کاپیتان فیلیپس (۲۰۱۳)

## فیلم‌هایی که تمام یا بخشی از آن در سومالی فیلم‌برداری شدند[۲۳]
- کاپیتان فیلیپس (۲۰۱۳)ارباب جنگ (۲۰۰۵)
- بی‌مصرف‌ها ۳ (۲۰۱۴)
- ربودن (۲۰۱۲)
- سقوط شاهین سیاه (۲۰۰۱)
- فرزند چهارم (۲۰۱۲)
- کاپیتان فیلیپس (۲۰۱۳)
- گل صحرا (۲۰۰۹)